# Lindeman Island
Lindeman Island è la principale isola del Lindeman Group, un sottogruppo che fa parte delle Whitsunday (la più estesa è Shaw Island). È situata nel mar dei Coralli al largo della costa centrale del Queensland, in Australia. L'isola è situata a sud di Whitsunday Island e ha una superficie di 6,789 km².
La maggior parte dell'isola è inclusa nel Lindeman Islands National Park, il quale copre altre 13 isole. Sull'isola c'è un resort e un aeroporto.

## Storia
Il primo a solcare queste acque fu James Cook nel 1770, durante il suo primo viaggio. L'isola è stata poi denominata solo nel 1870 dal Capitano Bedwell in onore del suo sottotenente, George Sidney Lindeman, mentre era a bordo della nave HMS Virago della Royal Navy.